# Subsecretaría de Economía
La Subsecretaría del Ministerio de Economía, Comercio y Empresa de España es el órgano directivo responsable de la gestión interna del Ministerio, encargándose de todo lo relacionado con los recursos humanos, económico-financieros y materiales del Departamento.
Además de estas funciones, también es responsable de inspeccionar los servicios del Ministerio, desarrolla las políticas de igualdad y de transparencia y, en coordinación con el Gabinete del ministro, supervisa la política de comunicación del Ministerio. Por último, a través de la Secretaría General Técnica, proporciona a los órganos del Departamento asistencia legal y jurídica.

## Origen
La subsecretaría fue creada por primera vez en julio de 1977, días después de la creación del Ministerio de Economía. Su primer titular, Jesús Lagares Calvo, fue nombrado el 12 de julio de 1977, dando inicio oficialmente al órgano. Por aquel entonces, se estructuró mediante cuatro subdirecciones generales –Secretaría General; Gabinete Técnico; Asuntos de Personal; y Oficialía Mayor– y una asesoría jurídica.
Dos años después, en 1979, se le adscribió la Secretaría de la Comisión Delegada del Gobierno para Asuntos Económicos y se le retiró unos meses después y, aunque en enero de 1982 le fue delegada, la perdió de forma definitiva con la creación de la Secretaría de Estado de Economía ese mismo año.

## Funciones
De acuerdo al Real Decreto 410/2024, le corresponde a la Subsecretaría:
1. La representación ordinaria del Ministerio.
2. Las relaciones institucionales del departamento, sin perjuicio de las competencias atribuidas a otros órganos superiores y directivos.
3. El apoyo a los órganos superiores del departamento en la planificación de la actividad del Ministerio a través del correspondiente asesoramiento técnico.
4. La asistencia a la ministra en el control de eficacia del Ministerio y de sus Organismos públicos.
5. La propuesta de las medidas de organización del Ministerio y la dirección y el ejercicio de las competencias propias de los servicios comunes, a través de las correspondientes instrucciones u órdenes de servicio.
6. La jefatura superior de todo el personal del departamento y la resolución de cuantos asuntos se refieran a aquel, salvo los casos reservados a la decisión de la persona titular del Ministerio o de las personas titulares de las Secretarías de Estado.
7. La responsabilidad del asesoramiento jurídico a la persona titular del Ministerio en el desarrollo de las funciones que a ésta le corresponden y, en particular, en el ejercicio de su potestad normativa y en la producción de los actos administrativos de su competencia, así como a los demás órganos del Ministerio.
8. La coordinación de las actuaciones relativas a la participación del departamento en los órganos colegiados del Gobierno y en los de colaboración y apoyo al Gobierno.
9. La dirección, impulso y coordinación de la administración electrónica en el departamento.
10. La aprobación del plan anual de inspección de servicios.
11. El ejercicio de la potestad disciplinaria por faltas graves o muy graves del personal del departamento, salvo la separación del servicio.
12. El protectorado de las fundaciones cuyos fines se vinculen con las atribuciones del departamento, en los términos establecidos por la normativa vigente.
13. La aprobación de las comisiones de servicios con derecho a indemnizacióndel personal del departamento, o su delegación en los responsables de los respectivos centros directivos, y las comisiones con derecho a indemnización por cuantía exacta de los altos cargos adscritos a la Subsecretaría

## Estructura
De la Subsecretaría dependían los siguientes órganos directivos, los cuales ejercen el resto de las funciones:
- La Secretaría General Técnica.
- La Subdirección General de Recursos Humanos, a la que le corresponde la planificación, gestión y administración de los recursos humanos del Departamento, la elaboración de las relaciones de puestos de trabajo, la gestión de las retribuciones y las relaciones con las organizaciones sindicales y las asociaciones profesionales de funcionarios; así como la planificación y gestión de los planes de formación del personal, y la gestión de la acción social y de los programas de prevención de riesgos laborales.
- La Subdirección General de Administración Financiera y Oficialía Mayor, a la que le corresponde la gestión de los medios materiales del departamento; la gestión, conservación y mantenimiento de los inmuebles del Ministerio; el registro central y la gestión del resto de servicios comunes; la planificación, coordinación, elaboración y dirección de los proyectos de obras; así como todo lo referente a contratación pública y gestión económica.
- La Inspección de Servicios, a la que le corresponde ejercer la inspección general de servicios, las funciones que le corresponden en calidad de Unidad de Igualdad, y todo lo referente a protección de datos personales, evaluación de las políticas públicas y accesibilidad en el ámbito tecnológico.
  - Las funciones de inspección de servicios en la Subsecretaría y en la Secretaría de Estado de Comercio, salvo en lo relativo a las inspecciones de las Oficinas Comerciales en el Exterior, se desempeñarán por esta subdirección general, junto con el seguimiento general de las medidas de carácter horizontal que afecten a todo el departamento y a sus organismos. Esta subdirección general actuará, en el ejercicio de sus funciones de inspección y evaluación de políticas públicas, bajo la superior coordinación de la Inspección General del Ministerio de Hacienda, sin perjuicio de las actuaciones que deba realizar directamente dicha Inspección General; todo ello de acuerdo con el plan anual de inspección aprobado por la Subsecretaria.

- La Subdirección General de Tecnologías de la Información y las Comunicaciones, a la que le corresponde el impulso de la utilización de las nuevas tecnologías de la información y las comunicaciones por los órganos del Ministerio, y coordinación de sus organismos, así como en las relaciones de éstos con los ciudadanos; así como el diseño, implantación y mantenimiento de los sistemas de información en el Ministerio, incluyendo la Intranet, el portal web y la sede electrónica; la provisión y gestión de equipamientos y servicios informáticos y de las redes internas de comunicaciones; la implantación de medidas de seguridad informática y la gestión del centro departamental de atención al usuario. Todo ello sin perjuicio de las competencias de otros centros directivos y organismos del Ministerio y de la coordinación con éstos.
- La Oficina Presupuestaria, a la que le corresponde, aparte de las funciones que le son propias como Oficina Presupuestaria, las de elaborar la propuesta de presupuesto anual del Ministerio y la coordinación de los correspondientes a sus organismos públicos adscritos, así como el seguimiento de la ejecución presupuestaria y la autorización o, en su caso, tramitación de sus modificaciones.
- La Subdirección General de Comunicación, a la que le corresponden las funciones de comunicación y publicidad institucional, la gestión de las bibliotecas, los archivos y la documentación del Departamento, así como lo relativo a la política de transparencia.
- El Gabinete Técnico, como órgano de apoyo y asistencia inmediata a la Subsecretaria.

### Adscripciones
- El Instituto de Contabilidad y Auditoría de Cuentas (ICAC).
- La Junta Asesora Permanente del Ministerio.
- La Abogacía del Estado en el Departamento.
- La Intervención Delegada de la Intervención General de la Administración del Estado en el Ministerio.

## Subsecretarios
La actual subsecretaria de Economía, desde el 15 de mayo de 2024, es la periodista y funcionaria Aída Fernández González, miembro del Cuerpo Superior de Administradores Civiles del Estado.

## Presupuesto
La Subsecretaría del Ministerio de Economía, Comercio y Empresa tiene un presupuesto asignado de 73 643 460 € para el año 2023. De acuerdo con los Presupuestos Generales para 2023, la Subsecretaría participa en tres programa:
| N.º Programa                          | Programa | Dotación     | Ref.   |
| ------------------------------------- | --- | ------------ | ------ |
| 493O                                  | Regulación contable y de auditorías a través del Instituto de Contabilidad y Auditoría de Cuentas                   | 10 514 310 € | [ 8 ]  |
| 923Q                                  | Dirección y Servicios Generales de Economía y Empresa                                                               | 60 278 700 € | [ 9 ]  |
| 923Q                                  | Dirección y Servicios Generales de Economía y Empresa a través de la Secretaría General Técnica                     | 2 456 990 €  | [ 9 ]  |
| 000X                                  | Dirección y Servicios Generales de Economía y Empresa a través del Instituto de Contabilidad y Auditoría de Cuentas | 393 460 €    | [ 10 ] |
| Total presupuesto de la Subsecretaría | Total presupuesto de la Subsecretaría                                                                               | 73 643 460 € |        |